# Apostolska nuncijatura u Bosni i Hercegovini
Apostolska nuncijatura u Bosni i Hercegovini je diplomatska misija Svete Stolice u Bosni i Hercegovini . Nalazi se u Sarajevu od 1993. godine. Trenutni apostolski nuncij u Bosni i Hercegovini je Francis Assisi Chullikatt, kojeg je papa Franjo imenovao 1. listopada 2022. godine.
Apostolska nuncijatura u Bosni i Hercegovini je crkveni ured Katoličke Crkve u Bosni i Hercegovini, s rangom veleposlanstva. Nuncij služi i kao veleposlanik Svete Stolice predsjedniku Bosne i Hercegovine te kao delegat i kontaktna osoba između katoličke hijerarhije u Bosni i Hercegovini i Pape.
Apostolski nuncij u Bosni i Hercegovini obično je ujedno i apostolski nuncij u Crnoj Gori nakon imenovanja u tu zemlju.

## Apostolski nunciji u Bosni i Hercegovini
- Francesco Monterisi (11. lipnja 1993.[2] – 7. ožujka 1998.)[3]
- Giuseppe Leanza (29. travnja 1999.[4] – 22. veljače 2003.)
- Santos Abril y Castelló (9. travnja 2003. – 21. studenog 2005.)
- Alessandro D'Errico (21. studenog 2005. – 21. svibnja 2012.)
- Luigi Pezzuto (17. studenog 2012. – 31. kolovoza 2021.)
- Francis Chullikatt (1. listopada 2022.[5] – danas)